# Tombolo, paradiso nero
Tombolo, paradiso nero è un film del 1947 diretto da Giorgio Ferroni.

## Trama
Andrea trova lavoro come magazziniere a Livorno. Sua moglie è morta durante il secondo conflitto mondiale mentre la loro figlia è dispersa.
Un giorno, l'uomo scopre che la sua primogenita è viva e si prostituisce sotto il cospetto de "Il Ciclista", un malvivente ricercato dalla polizia locale.

## Produzione
Si tratta di uno dei primi film scritti da Rodolfo Sonego. L'autore, all'epoca in difficoltà economiche, accettò il lavoro di Ferroni per mantenersi. Lo ha definito un «filmaccio».
La storia è tratta da un articolo scritto da Indro Montanelli ed è ambientata Tenuta di Tombolo , diventata al termine della guerra un rifugio per sbandati, disertori, prostitute e contrabbandieri.
La maggior parte delle scene esterne sono state girate a Livorno e a Viareggio.

## Distribuzione
Il film uscì nelle sale italiane il 25 ottobre del 1947. Venne, in seguito, distribuito negli USA.
La pellicola è stata presentata nella retrospettiva Il Cinema Ritrovato della Cineteca di Bologna.

## Accoglienza
Alfredo Panicucci dell'Avanti! recensì Tombolo in modo negativo («Recitazione filodrammatica, sceneggiatura puerile»).
Al contrario, in un articolo del 1947 tratto da L'Operatore, si ritiene che «Il lavoro è ben fatto, sceneggiatura, regia e interpreti meritano un elogio».

## Riconoscimenti
- 1947 - Nastro d'argento
  - Migliore attore debuttante (Luigi Tosi)